# Hitman 2: Silent Assassin
Hitman 2: Silent Assassin - відеогра в жанрі стелс 2002 року, розроблена IO Interactive і випущена Eidos Interactive для Microsoft Windows, PlayStation 2, Xbox та GameCube. Це друга частина в серії відеоігор Hitman і продовження Hitman: Codename 47. Гра була перевидана для Windows через сервіс Steam, а пізніше на GOG.com стала доступна версія без DRM. Історія знову розповідає про Агента 47, генетично покращеного клону людини, який працював на Міжнародне агентство контрактів (ICA) як найманий вбивця. Після подій Codename 47 колишній вбивця пішов у відставку і почав мирне життя в церкві, але після того, як його єдиного друга, превелебного Еміліо Вітторіо, викрали невідомі зловмисники, 47 відновив роботу в ICA в надії вистежити його.
Як і його попередник, ігровий процес зосереджений на знищенні цілей, намагаючись якомога довше залишатися непоміченим, шляхом маскуванням, уникненням підозрілих ворогів чи іншими способами. Сегменти більш зосереджені на дії з Codename 47 були вилучені на користь повністю зосереджених на скритності місій, хоча гравці можуть вільно вибирати свій власний стиль гри. У грі представлено можливість перегляду від першої особи, виводити зі свідомості ворогів, а не вбивати їх, а також місії з кількома можливими підходами.
Silent Assassin отримав загалом позитивні відгуки від критиків, які вважали його покращеним у порівнянні з попередником у всіх відношеннях. Гра стала комерційно успішною, станом на квітень 2009 року, було продано більше 3,7 мільйона копій. HD версії Silent Assassin та його наступників, Contracts і Blood Money, вийшли на PlayStation 3 і Xbox 360 в січні 2013 року як Hitman HD Trilogy.

## Нові можливості
Багато нових можливостей не всім сподобалися, 47 став повільніше пересуватися в тому числі і коли крадеться. 
Silent Assassin виправила безліч недоробок першої частини: управління грою було покращено і спрощено, був доданий вид від першої особи і показник підозри, який дозволяє гравцеві зрозуміти, наскільки сильно вороги близькі до того, щоб розкрити його. Однак з якихось причин «показник підозри» не завжди реагує вірно, піднімаючи рівень підозри за цілком нешкідливі дії з боку гравця.
Також була додана рангова система. Після кожної місії гравець отримує ранг за якість її виконання, що змінюється в межах від агресивного проходження до скритного, між «Mass Murderer», коли гравець веде себе відкрито і вбиває всіх підряд, і «Silent Assassin», коли гравець був абсолютно не помітний і вбив тільки свою мету. Одержуючи «Silent Assassin», гравець заробляє нову зброю, яку він може взяти з собою на місію.
Silent Assassin використовує рушій Glacier engine, який також використовувався в розробці першої частини. Рушій було поліпшено й оновлено.

## Сюжет
Дія гри відбувається в 2002-2003 роках.
Сюжет починається після подій Hitman: Codename 47, 47 відмовляється від роботи кілера і намагається замолити гріхи, живучи і працюючи садівником в монастирі під заступництвом батька Вітторіо. Але життя скоро знову зривається з місця. Мафія викрадає Вітторіо. Зневірившись, 47 знову звертається до Агентства, в якому він раніше працював, щоб попросити їх допомогти йому знайти Вітторіо. Агентство погоджується допомогти йому, але натомість 47 виконає кілька замовлень. 47 погоджується.
За допомогою своїх супутників Агентство дізнається, що Вітторіо тримають в особняку мафіозного дона Джузеппе Джуліані. 47 проникає в особняк, намагаючись звільнити Вітторіо, по шляху вбиваючи Джуліані. Тим не менш Вітторіо 47 знайти не вдається.

## Скандал
Вихід гри викликав безліч суперечок з приводу вбивства сикхів в їх священних місцях. Eidos переконувала всіх, що вороги на рівнях гри не сикхи і, що «храми» були насправді госпіталем. В альтернативній версії Silent Assassin, яка була випущена на GameCube і Windows, сикхи перетворилися на «культ Джі».

## Відгуки
| Агрегатор  | Оцінка                                             |
| ---------- | -------------------------------------------------- |
| Metacritic | (GC) 83/100 (PC) 87/100 (PS2) 85/100 (Xbox) 84/100 |

| Видання                   | Оцінка     |
| ------------------------- | ---------- |
| Electronic Gaming Monthly | 7/8/8.5/10 |
| GameSpot                  | 8.6/10     |

Hitman 2: Silent Assassin отримав досить сприятливі огляди. На Rotten Tomatoes PC версія одержала рейтинг в 100% fresh, 8.8/10 заснованих на 19 оглядах. На сайті Metacritic, PC версія набрала 87/100 заснованих на 20 оглядах.

## Інше
- У грі люди різних національностей говорять рідними мовами, в тому числі і російською. Російських гравців дуже розбурхало, що головний лиходій, Сергій Заворотко, активно перемежовує слова добірним матом.
- У місії Saint-Petersburg Stakeout (Нагляд у Санкт-Петербурзі) в кишені у перехожого у зеленому одязі лежить російський журнал про комп'ютерні ігри Game.exe з оглядом Hitman: Codename 47. Обкладинку можна добре розгледіти у бінокль.
- У місії Tunnel Rat (Тунельний щур) в кімнаті Юсефа Хусейна за залізними дверима лежать коробки з дисками Hitman: Codename 47.
- У місії «У Санкт-Петербурзі» де треба вбити одного з лідерів зустрічі, можна побачити російського солдата, який стоїть на ліхтарі.